# Ctenomys fulvus
Espèce
Statut de conservation UICN

 DD  : Données insuffisantes
Ctenomys fulvus est une espèce qui fait partie des rongeurs de la famille des Ctenomyidae. Comme les autres membres du genre Ctenomys, appelés localement des tuco-tucos, c'est un petit mammifère d'Amérique du Sud bâti pour creuser des terriers.
L'espèce a été décrite pour la première fois en 1860 par Rodolfo Amando Philippi (1808-1904), naturaliste germano-chilien.

## Liste des sous-espèces
Selon Mammal Species of the World (version 3, 2005)  (13 avril 2013) :
- sous-espèce Ctenomys fulvus fulvus
- sous-espèce Ctenomys fulvus robustus